# Contea di Gove
La contea di Gove in inglese Gove County (codice contea  GO) è una contea dello Stato del Kansas, negli Stati Uniti. La popolazione al censimento del 2010 era di 2 695 abitanti. Il capoluogo di contea è Gove City.

## Geografia fisica
Secondo lo United States Census Bureau, la contea ha una superficie di 2.776  km2(99,99 %).

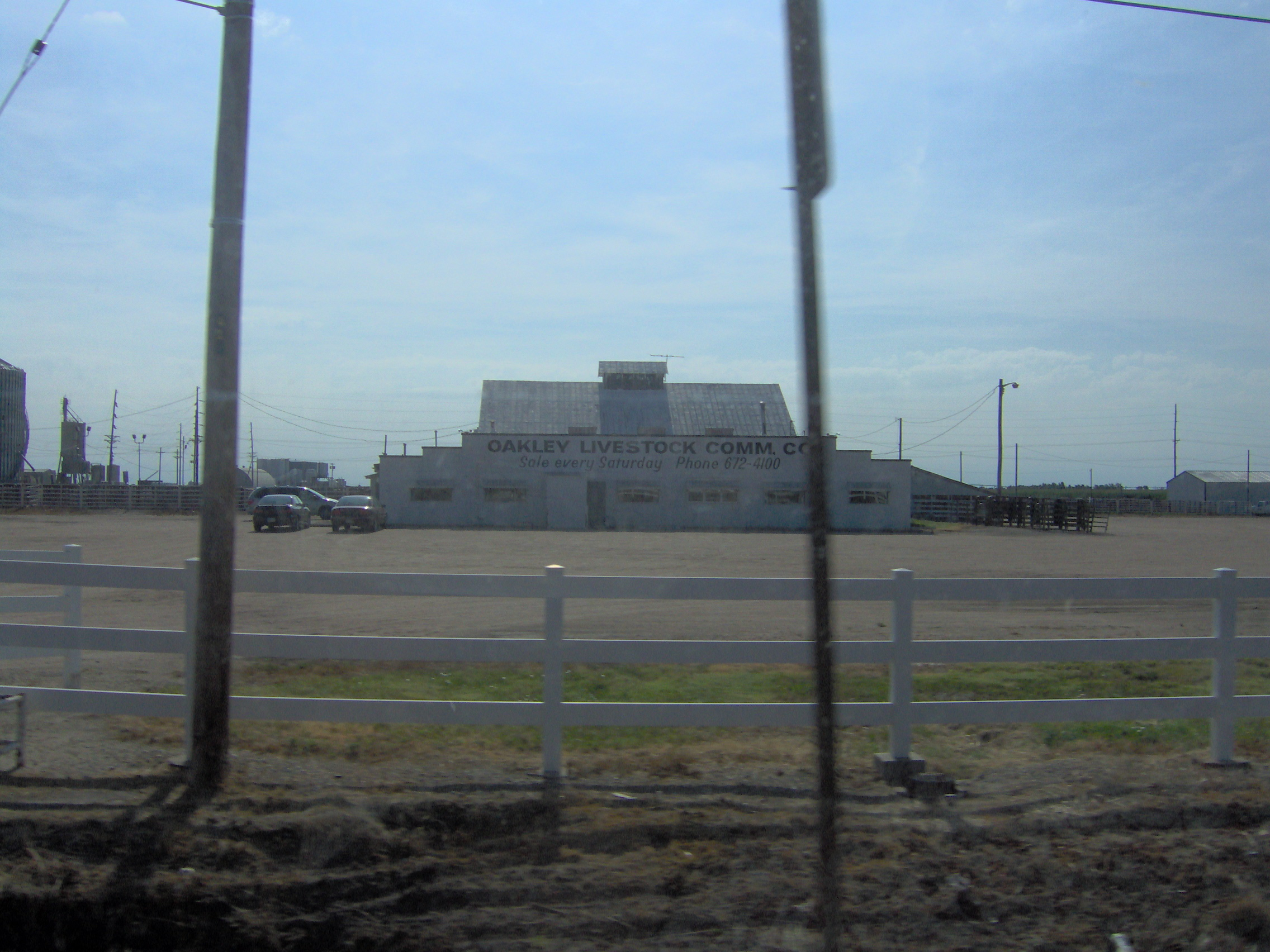
Agriculture, as represented by this stockyard on the edge of Oakley, is important in Logan County

### Contee confinanti
- Sheridan County (nord)
- Graham County (nordest)
- Trego County (est)
- Ness County (sudest)
- Lane County (sud)
- Scott County (sudovest)
- Logan County (ovest)
- Thomas County (nordovest)

## Infrastrutture e trasporti

### Strade
- Kansas Highway 25
- U.S. Highway 40
- U.S. Highway 83
- Interstate 70

## Geografia antropica

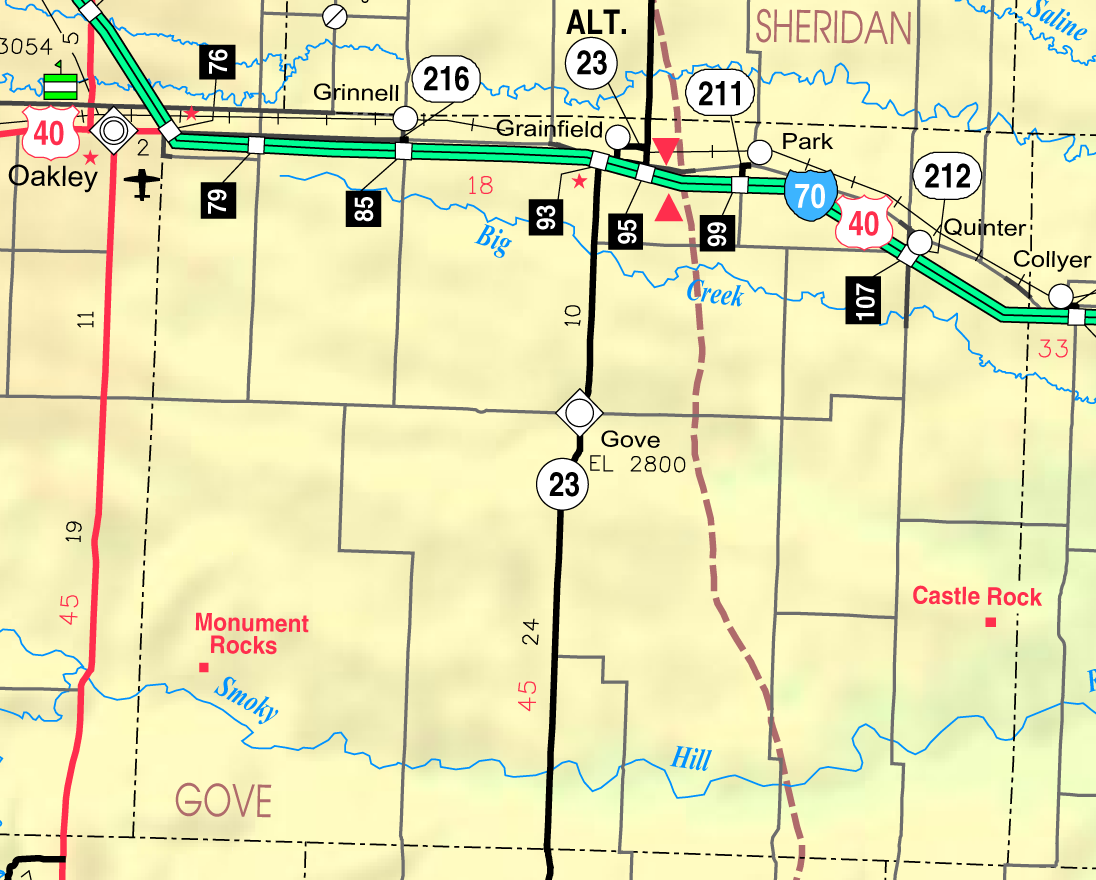
2005 KDOT Map of Gove County (map legend)

### Città
- Gove
- Grainfield
- Grinnell
- Oakley (part)
- Park
- Quinter

### Unincorporated community
- Campus

### Ghost towns
- Alanthus
- Jerome
- Orion

### Townships
Gove County is divided into nine townships. None of the cities within the county are considered governmentally independent, and all figures for the townships include those of the cities. In the following table, the population center is the largest city (or cities) included in that township's population total, if it is of a significant size.
| Township | FIPS  | Population center | Population | Population density /km² (/sq mi) | Land area km² (sq mi) | Water area km² (sq mi) | Water % | Geographic coordinates |
| --- | ----- | ----------------- | ---------- | -------------------------------- | --------------------- | ---------------------- | ------- | ---------------------- |
| Baker | 03775 | Quinter           | 1,357      | 4 (11)                           | 324 (125)             | 0 (0)                  | 0%      | 39°02′18″N 100°13′56″W |
| Gaeland | 25000 |                   | 46         | 0 (1)                            | 208 (80)              | 0 (0)                  | 0%      | 38°56′21″N 100°44′30″W |
| Gove | 27075 |                   | 215        | 1 (2)                            | 301 (116)             | 0 (0)                  | 0%      | 38°57′19″N 100°31′44″W |
| Grainfield | 27225 | Grainfield        | 430        | 2 (6)                            | 184 (71)              | 0 (0)                  | 0%      | 39°05′41″N 100°28′28″W |
| Grinnell | 28925 | Grinnell          | 480        | 2 (4)                            | 320 (123)             | 0 (0)                  | 0.04%   | 39°05′50″N 100°41′41″W |
| Jerome | 35425 |                   | 132        | 0 (1)                            | 370 (143)             | 0 (0)                  | 0.01%   | 38°48′03″N 100°28′45″W |
| Larrabee | 38750 |                   | 80         | 0 (1)                            | 371 (143)             | 0 (0)                  | 0.01%   | 38°47′24″N 100°15′14″W |
| Lewis | 39750 |                   | 13         | 0 (0)                            | 372 (144)             | 0 (0)                  | 0%      | 38°46′23″N 100°43′39″W |
| Payne | 55050 |                   | 315        | 1 (3)                            | 324 (125)             | 0 (0)                  | 0%      | 39°03′04″N 100°20′42″W |
| Sources: Census 2000 U.S. Gazetteer Files, su census.gov, U.S. Census Bureau, Geography Division (archiviato dall'url originale il 2 agosto 2002). |       |                   |            |                                  |                       |                        |         |                        |